# Elvina Makarian
Elvina Makarian (armenisch Էլվինա Մակարյան, russisch Эльвина Макарян; * 1947 in Jerewan, Armenische SSR; † 9. Juli 2007 in Glendale, Kalifornien) war eine armenische Jazzsängerin, Songwriterin und Musikerin.
Nach einer Ausbildung zur Pianistin am Konservatorium von Yerevan wurde sie mit 14 Jahren Mitglied der Jazzcombo von Robert Amirchanjan. 1967 arbeitete sie in der Yerevan State Entertainment Band von Constantin Orbelyan. 1994 ließ sie sich in den USA nieder, wo sie drei CDs veröffentlichte. Zwei weitere Alben stehen vor der Veröffentlichung. Sie gilt als eine der bedeutendsten armenischen Singer-Songwriter.

## Auszeichnungen
Bereits 1973 erhielt Elvina Makarian den Preis bei den First World Music Awards in Moskau und wurde auch in Ost-Berlin ausgezeichnet. 2002 erhielt sie den Armenian Music Award – The Stepan Lousikian Award – in der Sparte Best Original Contemporary Album für das Album For Love.